# Berestiahy
Berestiahy (ukr. Берестяги) – wieś na Ukrainie w rejonie hajworońskim obwodu kirowohradzkiego, na wschodnim Podolu. W 2001 roku liczyła 538 mieszkańców.
W czasach I Rzeczypospolitej wieś leżała w województwie bracławskim w prowincji małopolskiej Korony Królestwa Polskiego. W 1789 była prywatną wsią należącą do Potockich. Odpadła od Polski w wyniku II rozbioru. Pod zaborami należała do Zakrzewskich i była położona w powiecie hajsyńskim guberni podolskiej.

## Dwór
Piętrowy dwór wybudowany w 1870 r. przez Ignacego Zakrzewskiego. Obiekt wielobryłowy, najwyższy, główny budynek z poddaszem kryty dachem dwuspadowym szczytem skierowanym do frontu. Majątek zniszczony w 1920 r.